# Chợ Cá Hợp tác xã Busan
Chợ Cá Hợp tác xã Busan là chợ cá lớn nhất ở Hàn Quốc. Nó tiếp giáp Cảng Nam ở Busan. Hơn 30% sản lượng cá của cả nước được vận chuyển thông qua chợ này. Trong những năm gần đây, một phần lớn lượng đánh bắt được là cá cam Nhật do nước biển ấm lên ở Biển Nhật Bản. Chợ có diện tích 166.420 m², trong đó khoảng 10% diện tích là khu vực đông lạnh.
Chợ mở cửa lần đầu vào ngày 1 tháng 11 năm 1963 tại vị trí mà ngày nay là Bến phà Quốc tế Busan. Sau đó nó được chuyển đến vị trí hiện tại vào năm 1973.